# House of Love (album Amy Grant)
House of Love è il nono album in studio ed il quattordicesimo in totale della cantante statunitense Amy Grant, pubblicato nel 1994.

## Tracce

### Versione USA
1. Lucky One (Amy Grant, Keith Thomas) – 4:11
2. Say You'll Be Mine (Amy Grant, Wayne Kirkpatrick, Keith Thomas) – 4:04
3. Whatever It Takes (Amy Grant, Gary Chapman, Keith Thomas) – 4:10
4. House of Love (duet with Vince Gill) (Greg Barnhill, Kenny Greenberg, Wally Wilson) – 4:38
5. The Power (Tommy Sims, Judson Spence) – 3:54
6. Oh How the Years Go By (Simon Climie, Will Jennings) – 5:12
7. Big Yellow Taxi (Joni Mitchell) – 3:01
8. Helping Hand (Amy Grant, Beverly Darnall, Tommy Sims) – 4:39
9. Love Has a Hold On Me (Amy Grant, Keith Thomas) – 3:55
10. Our Love (Amy Grant, Tom Hemby) – 5:08
11. Children of the World (Amy Grant, Wayne Kirkpatrick, Tommy Sims) – 5:16

### Versione UK
1. Lucky One (Amy Grant, Keith Thomas) – 4:11
2. Say You'll Be Mine (Amy Grant, Wayne Kirkpatrick, Keith Thomas) – 4:04
3. Whatever It Takes (Amy Grant, Gary Chapman, Keith Thomas) – 4:10
4. House of Love (duet with Vince Gill) (Greg Barnhill, Kenny Greenberg, Wally Wilson) – 4:38
5. The Power (Tommy Sims, Judson Spence) – 3:54
6. Oh How the Years Go By (Simon Climie, Will Jennings) – 5:12
7. Big Yellow Taxi (Joni Mitchell) – 3:01
8. Helping Hand (Amy Grant, Tommy Sims, Beverly Darnall) – 4:39
9. Politics of Kissing (Amy Grant, Clif Magness, Wayne Kirkpatrick) – 4:17
10. Love Has a Hold On Me (Amy Grant, Keith Thomas) – 3:55
11. Our Love (Amy Grant, Tom Hemby) – 5:08
12. Children of the World (Amy Grant, Wayne Kirkpatrick, Tommy Sims) – 5:16
13. Say You'll Be Mine (Radio Mix) (Amy Grant, Wayne Kirkpatrick, Keith Thomas) – 3:57